# Francesco Valletta
Pour les articles homonymes, voir Valetta (homonymie).
Francesco Valletta, né en 1680 à Naples et mort en 1760, est un érudit, historien et philologue italien.
Il est l'un des membres fondateurs de l'académie Ercolanese.

## Biographie
Francesco Valletta naît à Naples en 1680. Il entame en 1698 des études de droit qu'il poursuit jusqu'en 1702. En janvier 1711, il obtient un doctorat en droit.
Alors qu'il est encore jeune il doit, avec son père, vendre l'héritage de son grand-père Giuseppe Valletta (une importante bibliothèque, des statues antiques et plus de 40 vases étrusques) pour faire face à de graves difficultés financières familiales.
Esprit ouvert, lettré, épris d'histoire et connaisseur des monuments anciens, il est un ami de Matteo Egizio et entretient une correspondance avec Ludovico Antonio Muratori,.
Il est l'auteur de plusieurs poèmes en italien, latin et grec, repris dans divers recueils de l'époque mais il ne semble avoir publié lui-même aucun ouvrage complet de ses poésies.
Il est choisi pour être pour être l'un des quinze premiers membres de l'académie Ercolanese fondée en 1755 à l'initiative de Charles VII de Naples. Castaldi, en 1840, mentionne qu'il n'en devient pas secrétaire comme c'était initialement prévu, en raison de son âge et de son état de santé précaire. D'autres sources indiquent que c'est pourtant bien le cas et qu'à ce titre il rédige la première publication de cette académie, dédié au roi.
Francesco Valletta meurt en 1760.

## Publications
- (it) Le Antichità di Ercolano esposte  (directeur de la publication), vol. I, Naples, Académie Ercolanese, 1757.